# Hållöexpressen
Hållöexpressen, i marknadsföringssammanhang skrivet HållöExpressen, är en transportfärja som går mellan Bäckevikstorget i Kungshamn och Hållö. Färjan har plats för 53 passagerare, och tar ca 15 minuter att åka. Hållöexpressen kör idag (2018) 8 gånger om dagen tur och retur under sommaren.

## Om båten
Båten M/S Missouri byggdes 1984 som livbåt till det amerikanska slagskeppet USS Missouri som bland annat deltog i Gulfkriget 1990-1991.
Båten är 14 meter lång och har skumfyllt skrov, vilket gör den osänkbar. Båten är utrustad med en Detroit diesel tvåtaktsmotor på 265 hästkrafter. Toppfarten är 16 knop.

## Övriga användningsområden
Båten går enligt turlista hela sommaren från morgon till sen eftermiddag. Under vår och höst kör Hållöexpressen dagsturer och transporter för bland annat Utpost Hållö. Båten utgår då från Sälebådsvägen på Smögen.